# 萬威國際
萬威國際有限公司，簡稱萬威國際（英語：IDT International Limited，港交所：0167），在1977年由陳煒文博士創立一家液晶電子產品公司。該總部位於香港九龍紅磡凱旋工商中心3樓C座。
主要業務生產及銷售「Oregon Scientific」、「IDT」等名牌電子產品，其股份自1988年10月21日在香港交易所主板上市。
主要銷售及工廠地區包括中國、日本、歐美、澳大利亞等國家。
另外，曾在新加坡交易所上市的，萬威控股新加坡有限公司、I-Comm Technology Limited，以及Kyosha Holdings (Singapore) Limited已成功私有化的。該香港的總部及内地深圳工廠已出售中資爲首的一家集團，陳煒文博士亦于成功出售後不久離休。

## 連結
- IDTHK.com （页面存档备份，存于）
- OregonScientific.com （页面存档备份，存于）